# Turnera acuta
Turnera acuta là một loài thực vật có hoa trong họ Lạc tiên. Loài này được Willd. ex Schult. miêu tả khoa học đầu tiên năm 1820.